# Regent Airways
Regent Airways (bengalisch রিজেন্ট এয়ারওয়েজ) war eine bangladeschische Fluggesellschaft mit Sitz in Dhaka und Basis auf dem Flughafen Chittagong.

## Geschichte
Regent Airways wurde 2010 gegründet und gehörte der Habib Group. Die Fluggesellschaft hat aufgrund der COVID-19-Pandemie ihren Betrieb im März 2020 eingestellt. Es gab Pläne den Flugbetrieb wieder aufzunehmen, 2022 stellte man allerdings endgültig den Betrieb ein.

## Flugziele
Regent Airways flog von Dhaka aus neben nationalen Zielen auch solche in Südostasien und im Mittleren Osten an.

## Flotte

### Flotte bei Betriebseinstellung

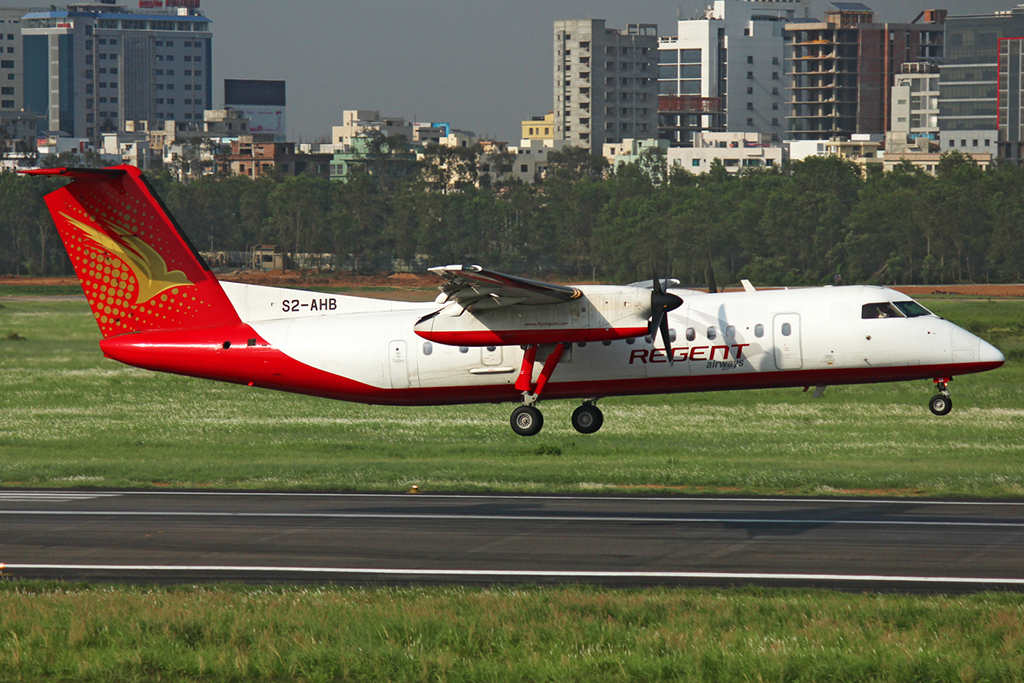
De Havilland DHC-8-300 der Regent Airways

Mit Stand Januar 2023 hat Regent Airways keine eigenen Flugzeuge mehr.

### Zuvor eingesetzte Flugzeuge
Bei Betriebseinstellung im März 2020 bestand die Flotte der Regent Airways aus drei Flugzeugen mit einem Durchschnittsalter von 18,6 Jahren:
| Flugzeugtyp    | Anzahl | bestellt | Anmerkungen                    | Sitzplätze (Business/Economy) |
| -------------- | ------ | -------- | ------------------------------ | ----------------------------- |
| Boeing 737-800 | 3      |          | drei mit Winglets ausgestattet | 183 (15/168) 167 (8/159)      |
| Gesamt         | 3      | -        |                                |                               |